# Šukrija Bakalović
Šukrija Bakalović (ur. 5 lutego 1914 w Ulcinju, zm. 12 października 1975) – jugosłowiański i czarnogórski duchowny muzułmański, w latach 1959–1976 przewodniczący Wspólnoty Islamskiej w Czarnogórze.

## Życiorys
Uczęszczał do szkoły religijnej, w młodości otrzymał tytuł hafiza. W 1933 został muezzinem w jednym z meczetów w Ulcinju, trzy lata później został imamem w Dinošu, a od 1951 roku kontynuował posługę w Titogradzie.
14 listopada 1959 roku został wybrany przewodniczącym Wspólnoty Islamskiej w Czarnogórze, funkcję tę pełnił do swojej śmierci.

## Życie prywtne
Był synem Jusufa.